# Amblystogenium
Amblystogenium is een geslacht van kevers uit de familie van de loopkevers (Carabidae). De wetenschappelijke naam van het geslacht werd voor het eerst geldig gepubliceerd in 1905 door Günther Enderlein.

## Soorten
Het geslacht Amblystogenium omvat de volgende soorten:
- Amblystogenium minimum Luff, 1972
- Amblystogenium pacificum (Putzeys, 1869)